# ポーランド・リトアニア・ルテニア共和国

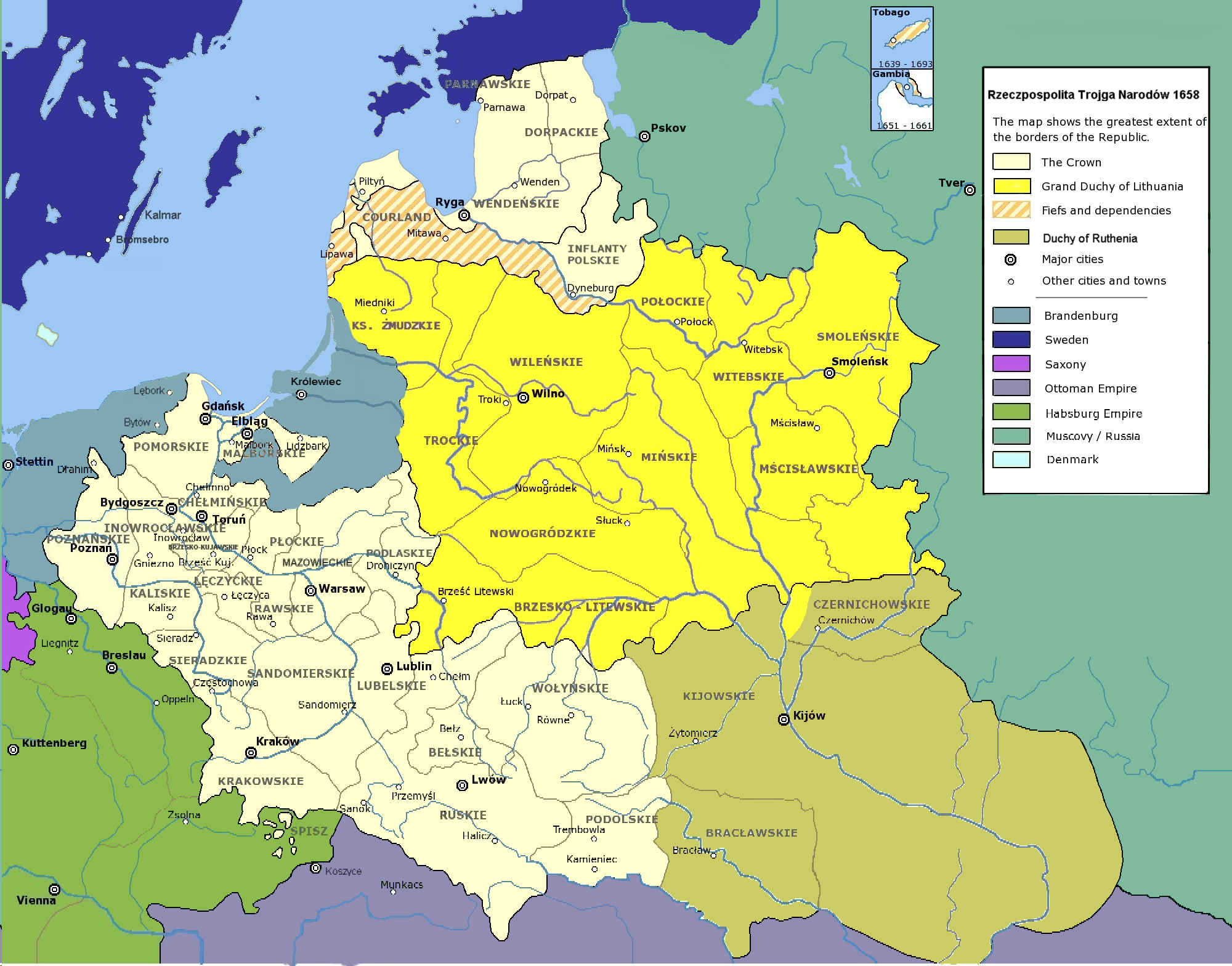
1658年に提案されたポーランド・リトアニア・ルテニア共和国

19世紀に描かれたポーランド・リトアニア・ルテニア共和国の国章

ポーランド・リトアニア・ルテニア共和国または三民族の共和国（ポーランド語: Rzeczpospolita Trojga Narodów）は、17世紀に構想された国家の案である。

## 概要
「ルテニア公国」を創設する案はたびたび構想に上ったが、1648年のフメリニツキーの乱の際には本格的に検討された。
1657年にボフダン・フメリニツキーの死後、新たな将軍となった幼い子息ユーリー・フメリニツキーの執権となったイヴァン・ヴィホーウシキー（同年にユーリーが成人するまでにコサック将軍の位が譲られ、その間に提案された）は、ポーランド・リトアニア共和国とハーデャチ条約を結び、コサックのウクライナをルーシ大公国としてポーランド・リトアニア・ルテニア共和国として合同させたが、ヴィホーウシキーは、条約締結により「ポーランド人にウクライナを売国した」という不満を持つコサックにより支持を失った。1659年9月にユーリー・フメリニツキーに将軍の座を譲り、ポーランド・リトアニア共和国へ移住した。
1658年9月16日のハージャチ合同で提案された「ルテニア公国」は、ポーランド・リトアニア共和国を構成する一国家となるというものだった。翌1659年5月、ポーランド議会（セイム）は実際にハージャチ合同を批准した。しかし、コサックとロシア帝国の侵略により条約は発効をとりやめ、共和国の中にルテニア公国を創設するという案は、完全に断念された。